# 소녀와 도둑
《소녀와 도둑》은 KBS2에서 2002년 5월 12일에 방영한 드라마시티이다.

## 등장 인물

### 주요 인물
- 김래원
- 이상인
- 김일우
- 김용선
- 김인태
- 이병철
- 이정용
- 김수용

### 그 외 인물
- 조병기
- 이상민
- 이성호
- 조향이
- 한춘일
- 김태영

### 특별출연
- 윤철형